# Liste des présidents des États-Unis morts en cours de mandat

Le sceau présidentiel américain.

Huit présidents des États-Unis d'Amérique sont morts en cours de mandat depuis l'élection du premier d'entre eux, George Washington, en 1789. Quatre sont assassinés et quatre meurent de causes naturelles.
Le mandat le plus court est celui de William Henry Harrison, qui ne reste que 31 jours en poste avant de mourir d'une pneumonie en 1841. C'est aussi le premier président à mourir en cours de mandat. Zachary Taylor meurt également de maladie en 1850. Abraham Lincoln est tué en 1865 : c'est le premier président assassiné. Seize ans plus tard, en 1881, James Garfield est assassiné à son tour, et William McKinley est tué lui aussi près de vingt ans après. Par la suite, les présidents Warren Harding et Franklin Roosevelt meurent de causes naturelles. Enfin, le président John Fitzgerald Kennedy est abattu en 1963 à Dallas. Dans chacun de ces huit cas, c'est le vice-président qui prend le pouvoir présidentiel, comme prévu par les textes constitutionnels.
La période en cours depuis l'assassinat de John F. Kennedy, le 22 novembre 1963, est la plus longue de l'histoire pendant laquelle aucun président américain n'est mort dans l'exercice de ses fonctions ; le record a été battu le 28 octobre 2015, sous la présidence de Barack Obama.

## Règles de succession

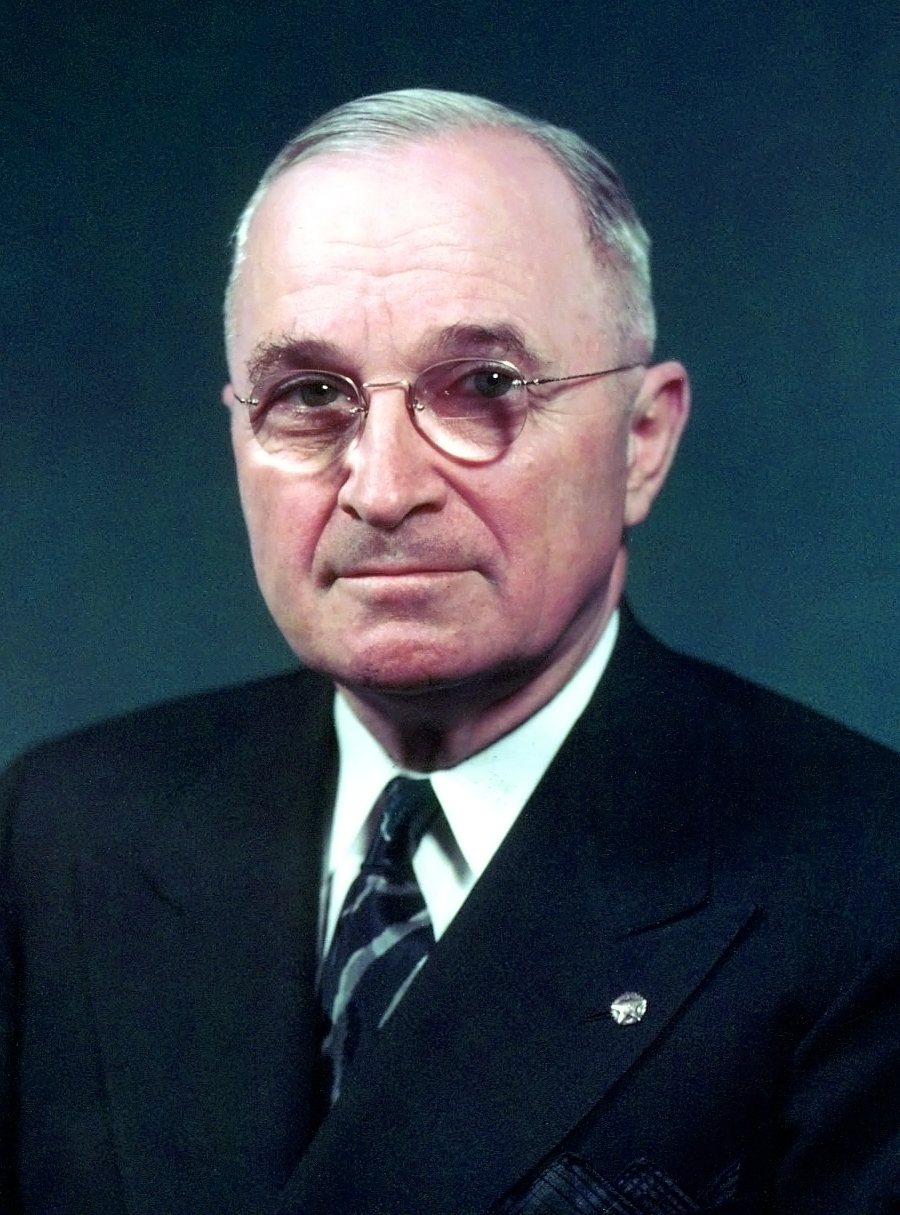
Sous la présidence de Harry Truman, en 1947, les règles de succession présidentielle sont réécrites et précisées.

De manière générale, en cas de décès du président en exercice, le droit américain prévoit que ce soit son vice-président qui assure immédiatement sa succession ; l'ordre de succession prévoit ensuite de désigner le président de la Chambre des représentants puis le président pro tempore du Sénat.
Deux textes constitutionnels régissent essentiellement le fonctionnement de la présidence en cas de mort, de démission, d'empêchement ou de destitution du président en poste : l'article 2 section 1 de la Constitution d'origine, puis le XXe amendement ratifié en 1933. Ces deux textes forment la base d'une loi, le Presidential Succession Act de 1947 qui codifie précisément les règles de succession et est toujours en vigueur. Le XXVe amendement ratifié en 1967 complète ces dispositions en éclaircissant certaines règles de succession.
Sur les 45 présidents successifs (jusqu'à Joe Biden), 8 trouvent la mort pendant leur mandat ; à chaque fois, l'ordre de succession théorique est effectivement respecté puisque le vice-président est immédiatement investi du pouvoir.

## William Henry Harrison

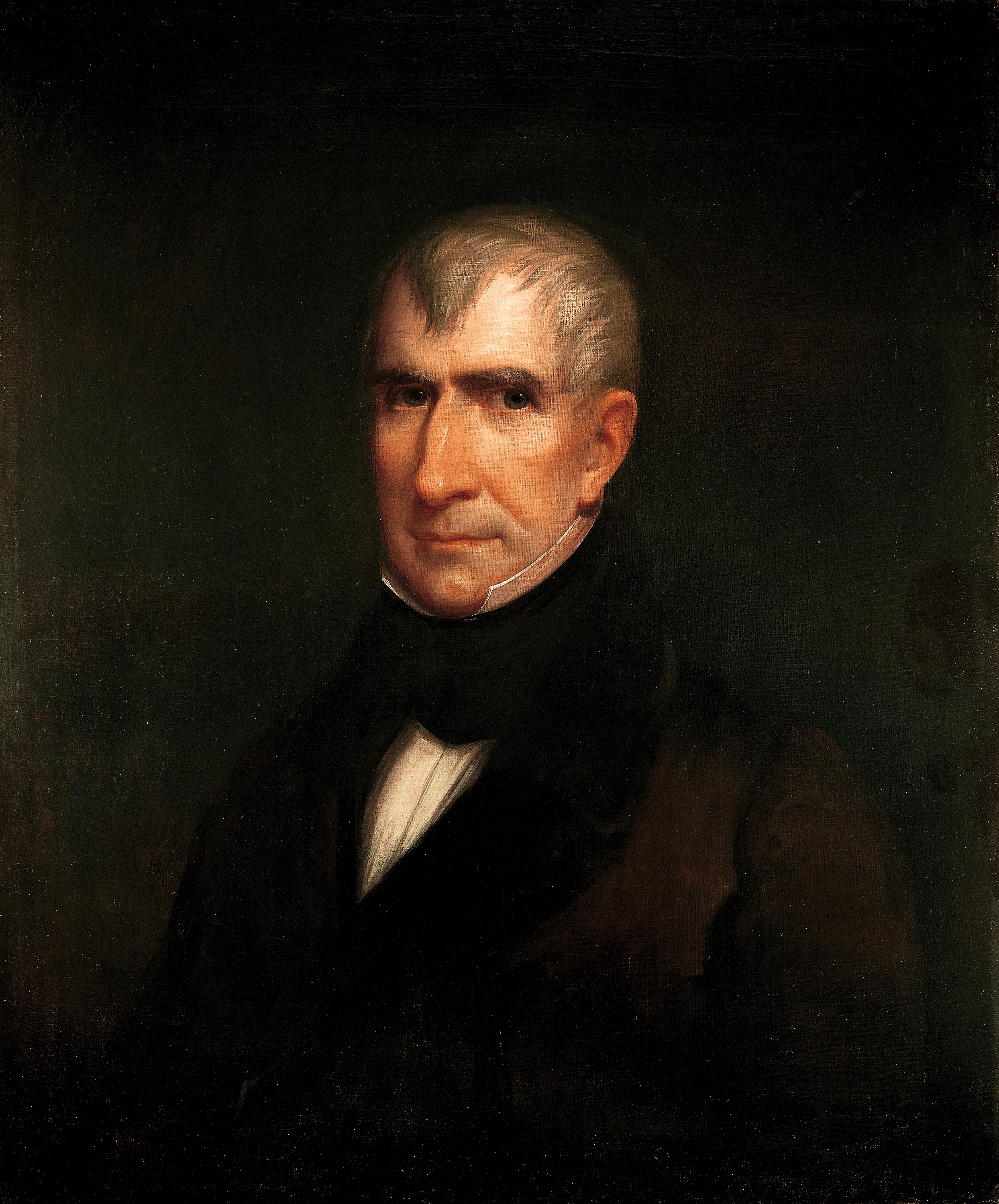
Portrait de William Henry Harrison par James Reid Lamblin, 1835. Maison-Blanche, Washington, D.C.

Le 26 mars 1841, William Henry Harrison tombe malade. Beaucoup pensent que cette maladie est liée au mauvais temps subi pendant la cérémonie d'inauguration trois semaines auparavant, ce qui correspond aux croyances médicales de l'époque. Le rhume de départ se transforme vite en pneumonie. Tout repos est rendu difficile par l'agitation qui règne dans la Maison-Blanche, et à cause d'un emploi du temps très chargé.
Les différents remèdes proposés par ses médecins échouent, et Harrison finit par sombrer dans un état délirant. Il meurt neuf jours après le déclenchement de sa maladie, à minuit et demie le 4 avril 1841, succombant aux complications de la pneumonie.
Les derniers mots qu'il prononce vont à son médecin, mais il les destine probablement à son vice-président et successeur John Tyler : « Monsieur, je vous souhaite de bien comprendre les vrais principes du gouvernement. Qu'ils soient respectés. Je ne demande rien de plus. » Les funérailles de Harrison se déroulent le 7 avril 1841 dans l'église de Wesley Chapel à Cincinnati dans l'Ohio. Il est enterré au cimetière du Congrès à Washington, D.C., mais ses restes sont transférés plus tard vers le cimetière de North Bend dans l'Ohio, où est érigé un monument funéraire à sa mémoire.
Harrison est le premier président américain de l'Histoire à mourir pendant son mandat. C'est également le président qui détient le record du mandat le plus court : 30 jours, 12 heures et 30 minutes entre le 4 mars et le 4 avril 1841. Sa mort constitue un rude coup pour le parti Whig, qui ne sera pas soutenu par John Tyler. Cette succession par Tyler, qui assume immédiatement pleinement la responsabilité de la présidence, marque un précédent juridique important pour faire avancer la question de la succession présidentielle, qui se posera plusieurs fois par la suite.

## Zachary Taylor
Les causes de la mort de Zachary Taylor ne sont pas bien établies. Il est attesté que le 4 juillet 1850, il participe aux célébrations de la fête nationale, assiste à la pose de la première pierre du Washington Monument et absorbe de grandes quantités d'eau glacée, de lait froid, de pommes vertes et de cerises. Quelques jours plus tard, il est terrassé par une affection digestive inconnue, et malgré les traitements médicaux il meurt le matin du 9 juillet. Sa mort est annoncée à l'époque comme étant due à « une diarrhée bilieuse, ou un choléra-morbus ».
Bien qu'une rumeur persistante laisse croire pendant des décennies que la mort du président Taylor ait pu être due à un empoisonnement intentionnel, des analyses médico-légales achèvent de contredire cette hypothèse en 1991, et confirment que le décès a dû faire suite à une infection gastro-intestinale.

## Abraham Lincoln

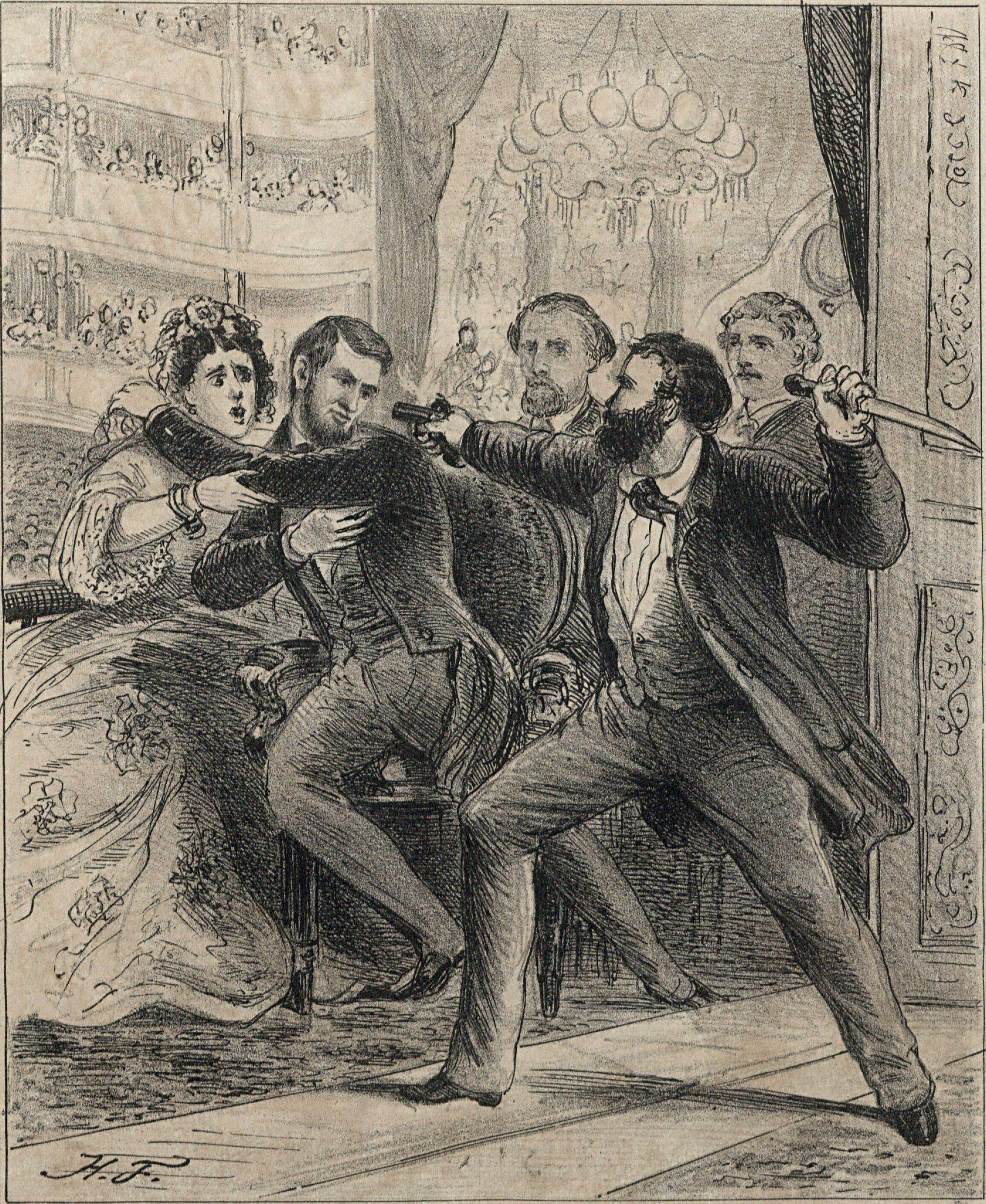
L'assassinat de Lincoln par Booth, gravure de Henrique Fleiuss, 1865 (Semana Illustrada, Brésil).

Bien qu'une tentative d'assassinat ait déjà été perpétrée trente ans plus tôt sur le président Andrew Jackson, Abraham Lincoln est le premier président américain à mourir assassiné, le 14 avril 1865, jour du Vendredi saint, alors que la guerre de Sécession s'achève tout juste (cinq jours auparavant, Robert Lee, général en chef de l'armée de Virginie du Nord, s'est rendu au général Grant qui dirige l'armée du Potomac). 
L'assassin de Lincoln se nomme John Wilkes Booth ; c'est un acteur assez connu qui s'oppose violemment à la politique de Lincoln et à l'abolition de l'esclavage aux États-Unis. Avec des complices, il prévoit initialement d'enlever le président, puis il se rabat sur le projet de tuer Lincoln ainsi que son vice-président Andrew Johnson et le secrétaire d'État William Seward afin de soutenir la cause des confédérés.
Booth abat Lincoln d'un coup de pistolet à la tête le soir du 14 avril 1865, dans sa loge du théâtre Ford à Washington, D.C. alors que le président assiste à la représentation de la pièce Our American Cousin. Il meurt des suites de sa blessure dès les premières heures du lendemain.

## James Abram Garfield
Le président Garfield est abattu par Charles J. Guiteau à Washington, D.C. le matin du 2 juillet 1881, près de 120 jours après sa prise de fonction comme 20e président des États-Unis. Il meurt onze semaines plus tard, le 19 septembre, et Chester Arthur, son vice-président, lui succède immédiatement. Guiteau est un avocat qui n'a pas supporté de se voir refuser un poste consulaire.
Garfield avait prévu de partir en congé le jour de l'attentat : il devait se rendre à l'université de Williams College où il avait fait ses études, afin d'y prononcer un discours. Il est accompagné de deux de ses fils, James et Harry, ainsi que du secrétaire d'État Blaine. C'est donc à la gare ferroviaire de la ligne Baltimore and Potomac Railroad que l'attend son assassin. Aucune équipe de sécurité ni aucun garde du corps ne l'accompagne, ce qui est tout à fait habituel : seul le président Lincoln bénéficiait d'un entourage de protection pendant la guerre de Sécession. Le secrétaire à la Guerre Robert Todd Lincoln l'attend à la gare pour le saluer avant son départ.
Au moment où Garfield entre dans la salle d'attente de la gare, Guiteau s'avance et lui tire dessus dans le dos à bout portant, à deux reprises. L'une des balles lui effleure l'épaule, mais l'autre lui pénètre le dos, manque de peu la colonne vertébrale et vient se loger dans le pancréas. Encore conscient et en état de choc, le président est évacué à l'étage supérieur pour y recevoir les premiers soins, mais la balle restée dans son corps ne peut pas être extraite. Il est ensuite ramené à la Maison-Blanche, où les médecins lui annoncent qu'il ne passera pas la nuit ; néanmoins l'espoir revient dès le lendemain, lorsqu'il apparaît que son état général est stable. Pendant tout l'été de l'année 1881, la santé du président Garfield fait l'objet de toutes les attentions et de nombreux communiqués publics de la part de ses médecins ; son état évolue par vagues et il ne peut consommer que de la nourriture liquide. Il est même fait appel à Alexander Graham Bell pour qu'il tente de repérer l'emplacement de la balle grâce à une machine permettant de détecter les masses métalliques, mais sans succès. Il est possible que ce soient les traitements médicaux, davantage que la balle elle-même, qui provoquent finalement le décès du patient, faute d'attention portée à la stérilisation de la blessure et des instruments médicaux employés.
Garfield meurt finalement le 19 septembre d'infection et d'une hémorragie interne, dans l'État du New Jersey où il avait été transporté pour bénéficier de l'atmosphère du bord de mer. Le vice-président Arthur, qui se trouve alors à New York, prête serment sur place auprès d'un juge de la Cour Suprême ; puis il se rend à Washington où le corps de Garfield reste exposé pendant deux jours sous la rotonde du Capitole avant de partir pour Cleveland, où ses funérailles se tiennent le 26 septembre.

## William McKinley

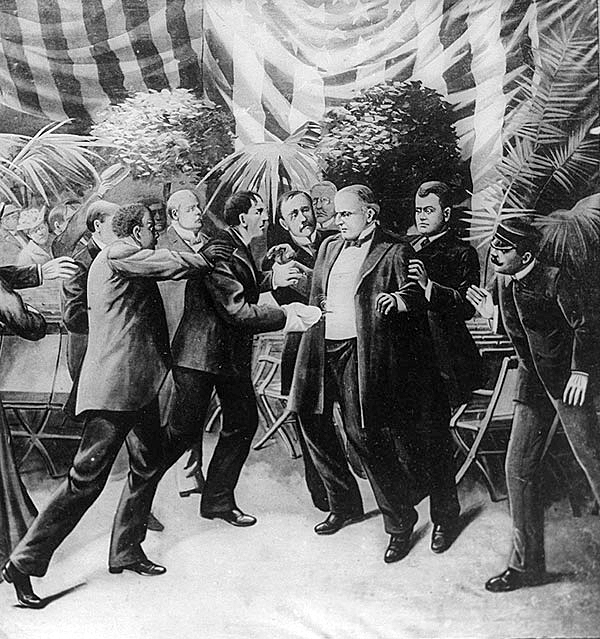
L'assassinat du président McKinley, gravure de T. Dart Walker, v. 1905 (détail).

William McKinley est assassiné le 6 septembre 1901 pendant sa visite du Temple of Music, une salle de concert construite à l'occasion de l'Exposition Pan-américaine de Buffalo. Alors que le président serre la main de visiteurs dans le public, il est abattu à coups de pistolet par un anarchiste nommé Leon Czolgosz. Il meurt huit jours plus tard, le 14 septembre, d'une gangrène provoquée par ses blessures.
Au moment où il est assassiné, McKinley effectue son second mandat entamé en 1900. C'est un homme qui aime le contact avec le public, et qui rechigne à accepter les conditions de sécurité liées à sa fonction. Son secrétaire personnel George B. Cortelyou, craignant une tentative d'assassinat pendant cette visite du Temple of Music, l'avait décommandée à deux reprises ; mais McKinley l'avait à chaque fois remise à son agenda.
Czolgosz avait perdu son emploi lors de la panique financière de 1893 et s'était converti à l'anarchisme, une forme de philosophie politique qui s'axe sur la lutte (parfois armée) contre les gouvernements et leurs représentants. Considérant McKinley comme un symbole de l'oppression, Czolgosz pense qu'il est de son devoir d'anarchiste de le tuer. Il ne parvient pas à s'approcher de lui pendant la première partie de la visite présidentielle, mais lorsque McKinley s'approche pour lui serrer la main dans la file d'attente pour entrer dans le Temple, Czolgosz lui tire dessus à deux reprises. Une des balles ne fait qu'effleurer le président, mais l'autre pénètre dans son abdomen pour n'en jamais ressortir.
Dans un premier temps, McKinley semble pouvoir se remettre de ses blessures, mais son état s'aggrave le 13 septembre lorsque la gangrène apparaît, et il meurt le lendemain matin. Son vice-président, Theodore Roosevelt, lui succède ; il se trouve alors en randonnée près du sommet du mont Marcy dans les Adirondacks, et c'est un coureur à pied qui est envoyé pour lui transmettre la nouvelle. À la suite du meurtre de McKinley, pour lequel Czolgosz est condamné à mort et exécuté sur la chaise électrique, le Congrès américain vote une nouvelle loi qui confie officiellement la responsabilité de la sécurité du président à l'agence du Secret Service.

## Warren Gamaliel Harding
Warren G. Harding meurt d'une crise cardiaque soudaine le 2 août 1923 à 19 h 35, dans la suite de l'hôtel où il est descendu au cours d'une visite à San Francisco. Des rumeurs éclatent sans tarder : le président aurait été empoisonné, ou bien se serait suicidé. L'hypothèse du suicide semble improbable, dans la mesure où Harding avait pour objectif de se faire réélire à la présidence. Les rumeurs d'empoisonnement, elles, sont en partie alimentées par la publication en 1930 d'un livre dont le titre est The Strange Death of President Harding (La Mort suspecte du président Harding) et dont l'auteur — un repris de justice nommé Gaston Means — suggère que Florence Harding a pu empoisonner son mari en apprenant qu'il lui était infidèle. Le fait que Mme Harding refuse d'autoriser l'autopsie du corps du président ne fait que relancer les soupçons. Néanmoins, d'après les médecins qui se sont occupés de Harding, les symptômes observés pendant les jours précédant sa mort tendent tous à confirmer le diagnostic de l'insuffisance cardiaque. Samuel H. Adams, biographe de Harding, en conclut que « Warren G. Harding meurt d'une mort naturelle qui, de toutes façons, n'aurait guère pu être retardée ».
Juste après la mort du président, Florence Harding retourne à Washington et reste quelques jours à la Maison-Blanche en compagnie du nouveau président Calvin Coolidge et de sa femme. Pendant un mois, l'ancienne Première dame rassemble et brûle la correspondance du président Harding ainsi que d'autres documents, officiels ou non. Lorsqu'elle retourne dans sa ville de Marion, dans l'Ohio, elle embauche plusieurs secrétaires pour l'aider à détruire les archives personnelles de l'ancien président : elle explique cela par une volonté de protéger la mémoire de son mari. Les documents restants sont conservés à l'abri du public par l'association du Harding Memorial à Marion.

## Franklin Delano Roosevelt
Le 29 mars 1945, Franklin Roosevelt se rend à Little White House, sa résidence de vacances privée à Warm Springs en Géorgie, prévoyant de s'y reposer avant d'aller assister à la conférence d'ouverture des Nations unies. L'après-midi du 12 avril, il dit ressentir « une terrible douleur à l'arrière de la tête ». Puis il s'effondre en avant sur sa chaise, inconscient ; on l'emporte dans sa chambre. Le cardiologue qui est aux côtés du président, le docteur Howard Bruenn, diagnostique une hémorragie cérébrale massive. Le même jour, à 15 h 35, Roosevelt meurt sans avoir repris conscience. Allen Drury dit plus tard : « Ainsi s'acheva une époque, ainsi commença une autre. » Après sa mort, un éditorialiste du New York Times emploie cette formule : « Dans cent ans, des hommes remercieront Dieu à genoux d'avoir permis que Franklin D. Roosevelt fût à la Maison-Blanche. »
Au cours des dernières années passées à la Maison-Blanche, lorsque Roosevelt fait face à une charge de travail immense, sa fille Anna vient s'installer auprès de lui pour lui offrir son soutien et sa compagnie. Elle l'aide également à organiser des rencontres discrètes avec sa maîtresse Lucy Mercer Rutherfurd. La mort de Roosevelt intervient en présence de l'artiste-peintre Elizabeth Shoumatoff, qui est amie avec le président mais aussi avec Lucy Mercer : elle se charge d'éloigner rapidement cette dernière afin d'éviter toute publicité négative et toute accusation d'infidélité. Lorsque Eleanor Roosevelt apprend la mort de son mari, elle apprend donc en même temps le rôle joué par leur fille Anna dans cette relation extra-conjugale, et aussi que Mercer était présente à la mort du président.
Le matin du 13 avril, le corps de Roosevelt est placé dans un cercueil recouvert du drapeau américain qui est emporté à bord du train présidentiel. Les funérailles ont lieu à la Maison-Blanche le 14 avril puis le cercueil repart en train pour Hyde Park, ville de naissance de Roosevelt, sous la garde de quatre soldats représentant respectivement l'armée de terre, la marine, le corps des Marines et les garde-côtes. Conformément à ses souhaits, Roosevelt est enterré dans la roseraie du domaine familial de Springwood le 15 avril. Sa femme Eleanor meurt en novembre 1962 et est inhumée à ses côtés.
La mort de Roosevelt est accueillie avec stupeur et tristesse aux États-Unis et dans une grande partie du monde ; en France, le ministre des Affaires étrangères Georges Bidault parle d'« une perte immense pour l'humanité tout entière ». Ses difficultés de santé n'étaient pas connues du grand public. Bien que le diagnostic de la poliomyélite soit couramment évoqué le concernant, pour expliquer la paralysie dont il souffre depuis 1921, de nombreuses recherches conduites depuis sa mort proposent d'autres pistes comme celle du syndrome de Guillain-Barré ou encore d'un cancer.
Roosevelt meurt après douze ans de présidence, ce qui constitue un record absolu, et après avoir conduit les affaires du pays à travers l'une de ses plus graves crises, jusqu'à la veille de la défaite de l’Allemagne nazie — et bientôt celle du Japon. Moins d'un mois après sa mort, le 8 mai, la guerre en Europe prend fin. Le nouveau président Harry Truman, qui fête ce jour-là son 61e anniversaire, dédie à la mémoire de Roosevelt cette date qui marque la victoire sur le front européen et il fait placer tous les drapeaux en berne pour une période de deuil de 30 jours. Truman déclare alors que son seul souhait est « que Franklin D.Roosevelt ait pu vivre ce jour ».

## John Fitzgerald Kennedy

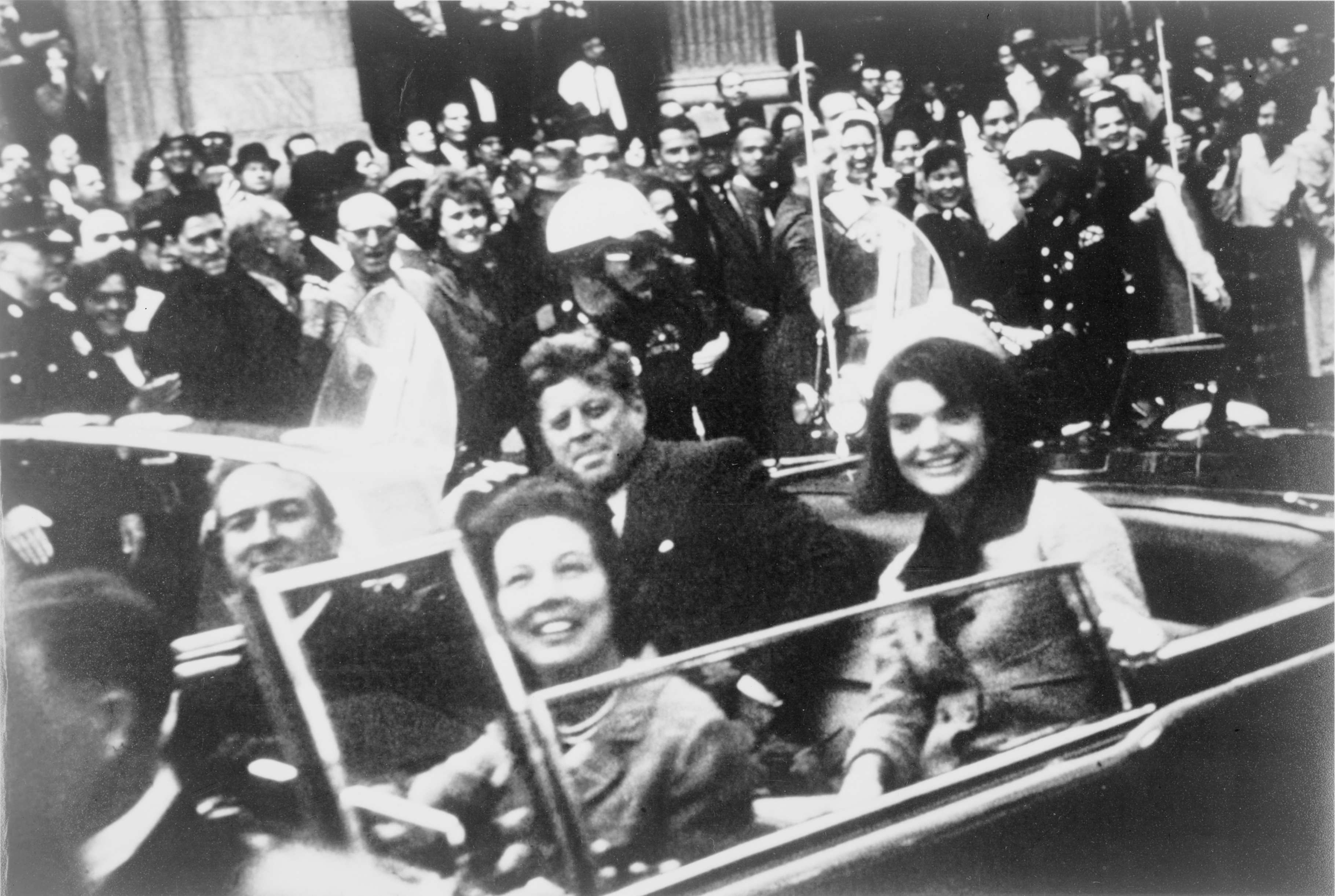
Le couple Kennedy (à l'arrière) et le couple Connally à bord de la limousine présidentielle, quelques minutes avant l'attentat de Dallas.

John F. Kennedy est assassiné le 22 novembre 1963 à Dallas au Texas, à l'âge de 46 ans : c'est le plus jeune président mort pendant son mandat. Il est mortellement touché par balles alors qu'il traverse les rues de la ville dans la limousine présidentielle en compagnie de sa femme Jacqueline, du gouverneur du Texas John Connally et de son épouse Nellie. Après dix mois d'enquête, la commission Warren conclut en 1964 que le président Kennedy a été abattu par Lee Harvey Oswald et que celui-ci a agi seul. La commission conclut également que Jack Ruby agit de son propre chef lorsqu'il abat Oswald avant son procès. Néanmoins, des sondages d'opinion réalisés entre 1996 et 2004 montrent que 80% des Américains estiment qu'un complot ou une machination à ce sujet restent à découvrir.
Au contraire de la commission Warren, la commission parlementaire HSCA (House Select Committee on Assassinations) conclut en 1979 que Kennedy a dû être assassiné dans le cadre d'un complot organisé. Tout en souscrivant l'idée que c'est bien Oswald qui est responsable des tirs qui atteignent Kennedy et Connally, la HSCA affirme que quatre coups ont été tirés et qu'il existe « une forte probabilité que deux personnes aient pu tirer sur le président ». De nombreuses théories existent qui explorent l'idée d'un complot destiné à tuer John F. Kennedy, impliquant une grande diversité de suspects potentiels : la CIA, la Mafia, des groupes d'exilés cubains anti-castristes, des lobbies de l'industrie militaire, le vice-président Lyndon B. Johnson, le président cubain Fidel Castro, le directeur du FBI J. Edgar Hoover, le KGB, ou encore des associations de ces différentes entités. Dans un article qu'il publie à la veille du 50e anniversaire de l'assassinat de Kennedy, le juriste et écrivain Vincent Bugliosi estime que ce ne sont pas moins de 42 groupes, 82 assassins et 214 personnes qui ont tour à tour été accusés à travers diverses théories du complot qui récusent la thèse du « tireur solitaire ».